# The Official Charts Company
The Official Charts Company (OCC) tidligere kaldt Chart Information Network (CIN) og derefter The Official UK Charts Company, samler forskellige officielle britiske hitlister, herunder UK Singles Chart, UK Albums Chart og UK Official Download Chart, ligesom de laver mere genrespecifikke og musikvideo-hitlister.
OCC producere sine hitlister ved at indsamle og kombinere salgstal fra sælgere, gennem markedsundersøgerne Millward Brown, og påstår de dækker 99% af singlemarkedet og 95 % af albummarkedet, og stræber efter at indsamle salgstal fra alle sælgere der sælger mere end 100 hitliste-emner om ugen.
OCC blivere styret af British Phonographic Industry og Entertainment Retailers Association (ERA). Siden 1. juli 1997 har OCC udformet de officielle hitlister.